# Guaravera
Guaravera é um distrito do município de Londrina, no estado do Paraná.
O local onde atualmente situa-se o distrito pertenceu ao dono de uma serraria, que repicou sua gleba em lotes. O aglomerado foi elevada a categoria de Distrito Administrativo no dia 11 de junho de 1951, juntamente com a localidade de São Luiz, pelo Decreto Lei nº 666. 
O nome Guaravera é de origem indígena. Guará significa lobo, e Vera vem do latim, significa verdade. O Distrito compreende também a localidade denominada Barro Preto. Possui área total de 177,30 km2, ocupando o 4º lugar em extensão entre os distritos de Londrina. 
Sua sede fica a 44 km da zona urbana de Londrina, com aproximadamente 5 mil habitantes. Estão instalados em Guaravera vários estabelecimentos industriais, casas comerciais e estabelecimentos prestadores de serviços como: correios, transporte coletivo, telefones, o que permite uma inter-relação com os demais distritos e o distrito sede. 
Guaravera se destaca no setor produtivo tendo a uva como principal atividade agrícola, ocupando uma área de 125 hectares de terras. A qualidade das uvas se sobrepõe em relação a outros centros por serem mais doces.